# Покровка (Денисовский район)
Покровка (каз. Покров) — село в Денисовском районе Костанайской области Казахстана. Административный центр Покровского сельского округа. Находится примерно в 41 км к юго-востоку от районного центра, села Денисовка. Код КАТО — 394057100.

## Население
В 1999 году население села составляло 1284 человека (657 мужчин и 627 женщин). По данным переписи 2009 года, в селе проживало 527 человек (261 мужчина и 266 женщин). По переписи 2021 года — 256 человек (121 женщин и 135 мужчин). 